# Amaq
Amaq (arabsky وكالة أعماق الإخباريّة‎, Al-Amaq) je zpravodajská agentura. Podle The New York Times a expertů, funguje podobně jako oficiální mediální aparát tzv. Islámského státu, ale samotný Islámsky stát tuto agenturu nepřiznává jako svoji.
Prohlášení a zprávy, které agentura Amaq zveřejňuje, často přejímají západní mainstreamová média. Nezisková skupina SITE Intelligence Group je někdy překládá do angličtiny.

## Charakteristika
Experti jako Charlie Winter z Transcultural Conflict and Violence Initiative nebo Rita Katzová z SITE Intelligence Group potvrdili, že Amaq je navázaný na Islámsky stát a funguje obdobně jako státní tisková agentura. Toto tvrzení potvrzuje i velmi rychlá reakce agentury na události, v kterých Islámsky stát figuroval.
Mnoho expertů si všimlo rozdílu mezi oficiálními zprávami Islámského státu např. v časopise Dabiq a zprávami agentury Amaq, které jsou neutrálnější.

## Historie
Amaq se poprvé objevil v roce 2014, když se rozpoutaly první boje o Kobani. První zprávy se šířily přímo od bojovníku Islámského státu pomocí šifrovaných zpráv s klíčovým slovem „Amaq“. První zprava o teroristickém útoku v západním světě byla zpráva o masakru v San Bernardinu v roce 2015. Islámsky stát se přes Amaq k tomuto útoku přihlásil hned druhý den. Další větší zprávou Amaqu byly první záběry z obsazované Palmýry v roce 2015 Islámským státem, přímo na místě měla agentura svého kameramana.

## Šíření zpráv
První zprávy se šířily přímo od bojovníku Islámského státu pomoci sociálních sítí a šifrovaných zpráv s klíčovým slovem „Amaq“. Tyto zprávy byly velice rychle blokovány. Proto pro agenturu Amaq vytvořila hakerska skupina nazývaná „Ghost Security Group“ aplikaci. V krátké době se taky objevily i neoficiální klony, které podle Amaqu mají sledovat své uživatele. Před tímto varovala i sama agentura. Další možností, kterou Amaq využívá pro rozesílaní zpráv, je šifrovaná aplikace Telegram, u které není kvůli šifrování možné vystopovat pisatele nebo zablokovat zprávu. Tuto aplikaci např. agentura použila, když se Islámsky stát přihlásil k útoku v Nice.